# Miguel Arteta
Pour les articles homonymes, voir Arteta.
Miguel Arteta, né en 1965 à San Juan, Porto Rico, est un acteur, réalisateur, scénariste et producteur américain pour le cinéma et la télévision.

## Biographie
Né d'un père péruvien et d'une mère espagnole, Miguel Arteta a passé son enfance dans plusieurs pays d'Amérique latine, au gré des voyages d'affaires de son père, représentant pour Chrysler. Après avoir été renvoyé d'un lycée au Costa Rica, il partit vivre avec sa sœur aux États-Unis à Boston, où il apprit le métier du cinéma. Il suivit ensuite le programme de documentaires de l'université d'Harvard, mais voulant faire plus que cela, il abandonna et s'inscrivit à l'université Wesleyenne, où il rencontra ses futurs collaborateurs Matthew Greenfield et Mike White.
Après l'obtention de son diplôme en 1989, son film d'étudiant Every Day is a Beautiful Day remporta un Student Academy Award (en), qui lui permit d'obtenir un poste de second assistant caméra de Jonathan Demme sur le film Cousin Bobby (en). Demme le recommanda pour intégrer l'American Film Institute, où Arteta reçut son Master of Fine Arts en 1993.
Son premier long métrage Star Maps (en), qu'il a également écrit, fut projeté pour la première fois au festival du film de Sundance de 1997. Le film connut un grand succès, recevant cinq nominations aux Independent Spirit Awards, dont les catégories Meilleur Premier Long Métrage, et Meilleur Scénario. Arteta dirigea ensuite plusieurs épisodes de séries télévisées : Life on the Street, Freaks and Geeks et Six Feet Under.
En 2001, son film indépendant Chuck & Buck (en) remporta un Independent Spirit Award dans la catégorie Meilleur long métrage de moins de 500 000 $. On retrouve dans l'équipe ses anciens camarades d'université Greenfield (producteur) et White (scénariste et acteur principal). Le trio se réunit de nouveau en 2002 pour The Good Girl, avec Jennifer Aniston.
Arteta a été membre du jury du festival de Sundance en 2006.
Le dernier projet en date de Miguel Arteta, la comédie romantique Date School, est annoncé pour 2008.

## Filmographie

### Comme acteur
- 1994 : Telephone de David Barker
- 2004 : See This Movie (en) de David M. Rosenthal
- 2004 : En bonne compagnie de Paul Weitz

### comme scénariste
- 1997 : Star Maps (en) de Miguel Arteta
- 1998 : Livin' Thing de Miguel Arteta

### Comme réalisateur

#### Cinéma
- 1997 : Star Maps (en)
- 1998 : Livin' Thing (court-métrage)
- 2000 : Chuck & Buck (en)
- 2002 : The Good Girl
- 2005 : Are You the Favorite Person of Anybody? (court métrage)
- 2010 : Be Bad! (Youth in Revolt)
- 2011 : Bienvenue à Cedar Rapids (Cedar Rapids)
- 2014 : Alexandre et sa journée épouvantablement terrible et affreuse (Alexander and the Terrible, Horrible, No Good, Very Bad Day)
- 2017 : Beatriz at Dinner
- 2018 : Duck Butter
- 2021 : Yes Day

#### Télévision
- 1999 : Homicide (épisode Zen et l'art du meurtre)
- 1999 : Snoops (en)
- 2000 : Freaks and Geeks (épisode Chokin' and Tokin')
- 2001 : Six Feet Under (épisode Le testament)
- 2001 : Pasadena
- 2002 : Six Feet Under (épisode Le menteur et la prostituée)
- 2003 : Criminology 101
- 2004 : Six Feet Under (épisode La terreur s’installe)
- 2004 : Cracking Up (en) (épisode Birds Do It)
- 2006 : The Office (épisode Diwali)
- 2007 : Ugly Betty (épisode Punch Out)

### Comme producteur
- 2005 : The Motel (en) de Michael Kang

### Comme compositeur
- 2005 : Are You the Favorite Person of Anybody? de Miguel Arteta (compositeur)

## Récompenses et distinctions
- 2001 : Independent Spirit Award dans la catégorie Meilleur long métrage de moins de 500 000 $ pour Chuck & Buck (en)